# Enjoy Yourself (singel The Jacksons)
Enjoy Yourself – pierwszy singel The Jacksons z albumu The Jacksons wydany w 29 października 1976 roku, a zarazem pierwszy singel zespołu po opuszczeniu wytwórni Motown.

## Lista Utworów
1. Enjoy Yourself
2. Style Of Life